# Gunnar Utterberg
Gunnar Utterberg (Nyköping, 28 novembre 1942 – Mölltorp, 12 settembre 2021) è stato un canoista svedese.

## Palmarès
- Giochi olimpici

Tokyo 1964: oro nel K2 1000 metri.
- Europei - Sprint

Duisburg 1967: argento nel K2 1000 metri, argento nel K2 10000 metri.
Mosca 1969: argento nel K2 10000 metri.